# Estado Popular de Baviera
El Estado Popular de Baviera (en alemán: Volksstaat Bayern) fue un estado socialista de  corta duración en Baviera de 1918 a 1919. El Estado Popular de Baviera se estableció el 8 de noviembre de 1918 durante la Revolución de Noviembre, como un intento de un estado socialista para reemplazar el Reino de Baviera dentro de la República de Weimar. El estado fue dirigido por Kurt Eisner hasta su asesinato en febrero de 1919, y coexistió con la República Soviética de Baviera rival desde el 6 de abril de 1919, con su gobierno bajo el mando de Johannes Hoffmann exiliado en Bamberg. El Estado Popular de Baviera se disolvió con el establecimiento del Estado Libre de Baviera el 14 de agosto de 1919.

## Antecedentes

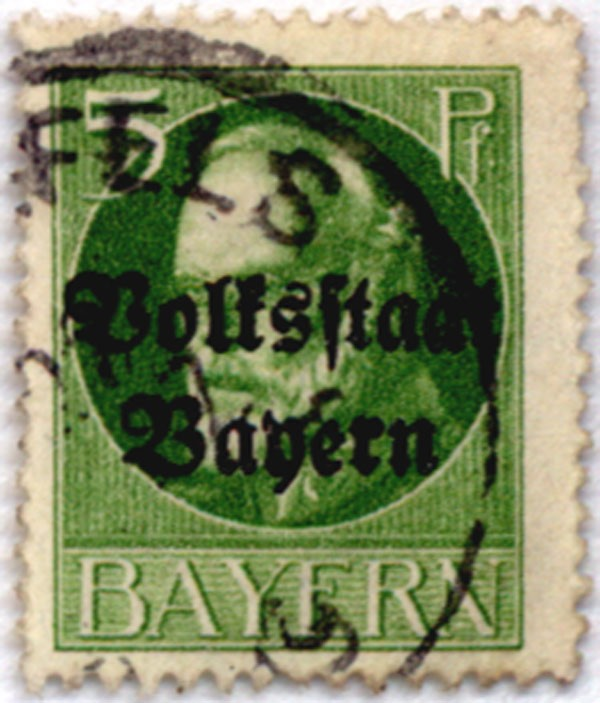
Sello del rey Luis III de Baviera con la sobreimpresión Volksstaat Bayern (Estado Popular de Baviera).

Las raíces del Estado Popular de Baviera se encuentran en la derrota del Imperio alemán en la Primera Guerra Mundial y las tensiones sociales que llegaron a un punto crítico poco después. De este caos estalló la Revolución de Noviembre. A finales de octubre de 1918, los marineros alemanes comenzaron una serie de revueltas en Kiel y otros puertos navales. A principios de noviembre, estos disturbios extendieron los disturbios civiles en Alemania. 
Múnich, la capital de Baviera, era "una isla de bohemianismo anárquico y radicalismo político en un mar rural, predominantemente católico, de pequeñas ciudades y casas de madera dispersas en las estribaciones de los Alpes", según Michael Burleigh. Alan Bullock escribe que "Pocas ciudades en el Reich eran tan sensibles a los disturbios como Múnich: su atmósfera política era inestable y exagerada hacia un extremo u otro" y, según Joachim Fest, "Ninguna otra ciudad en Alemania había quedado tan conmocionada por los acontecimientos y las emociones de la revolución y las primeras semanas de la posguerra como la excitante Múnich".
El 2 de noviembre de 1918 se acordaron amplias reformas constitucionales de la estructura de gobierno del Reino de Baviera, en discusión entre el gobierno real y todos los grupos parlamentarios desde septiembre de 1917. Estos incluyeron, entre otras cosas, la introducción de la representación proporcional y la transformación de la monarquía constitucional en una monarquía parlamentaria. Sin embargo, los eventos en el terreno estaban superando estas medidas. 
A partir del 3 de noviembre de 1918, las protestas iniciadas por el Partido Socialista Independiente Socialdemócrata de Alemania (USPD) pidieron la paz y exigieron la liberación de los líderes detenidos. En la tarde del 7 de noviembre de 1918, el primer aniversario de la revolución rusa, Kurt Eisner, un político idealista del Partido Socialdemócrata Independiente dirigió a una multitud estimada en 60.000 personas en la Theresienwiese —sitio actual del Oktoberfest— en Múnich. Exigió una paz inmediata, una jornada laboral de ocho horas, alivio para los desempleados, abdicación del rey bávaro Luis III y el emperador alemán, Kaiser Guillermo II, y propuso la formación de consejos de trabajadores y soldados. La multitud marchó al cuartel del ejército y se ganó a la mayoría de los soldados; los que no fueron a la revolución estaban demasiado cansados de la guerra para oponer resistencia. El grupo combinado, estimado en más de 100.000, luego marchó al Palacio Residenz. Esa noche, el Rey Ludwig, abandonado por el ejército, huyó del Palacio con su familia y se instaló en el Palacio Anif en las cercanías de Salzburgo, por lo que esperaba que fuera una estadía temporal. Fue el primero de los monarcas en el Imperio alemán en ser depuesto. 
Al día siguiente, Eisner, una figura bien conocida con una larga barba negra que siempre vestía un abrigo negro y un sombrero y gafas con montura de acero, obtuvo la aprobación de los consejos revolucionarios locales de trabajadores y soldados, declaró a Baviera como un estado libre —sinónimo de república— una declaración que derrocó a la monarquía de la dinastía Wittelsbach, que había gobernado Baviera durante más de 700 años, y Eisner se convirtió en Ministro-Presidente de Baviera. Eisner era un judío de clase media que había sido crítico de teatro en Berlín antes de dejar a su esposa y su familia para ir a Múnich, donde se reunió con una periodista, frecuentaba los cafés del distrito de Schwabing de la ciudad y escribió críticas para el Müchener Post —aunque más tarde perdió su trabajo porque era parte de la "derecha revisionista" del Partido Socialdemócrata, que quería que el partido abandonara su apego a la ideología marxista—. 
Eisner ayudó a fundar la sucursal de Múnich del Partido Socialdemócrata Independiente y se hizo conocido por su postura contra la guerra, que lo había retenido ocho meses en la cárcel después de organizar una serie de huelgas para la paz en enero de 1918; fue liberado bajo una amnistía general en octubre de 1918. A pesar de su don para la retórica y la oratoria, Eisner no tenía experiencia política o administrativa cuando se convirtió en ministro presidente.

## Gobierno de Eisner

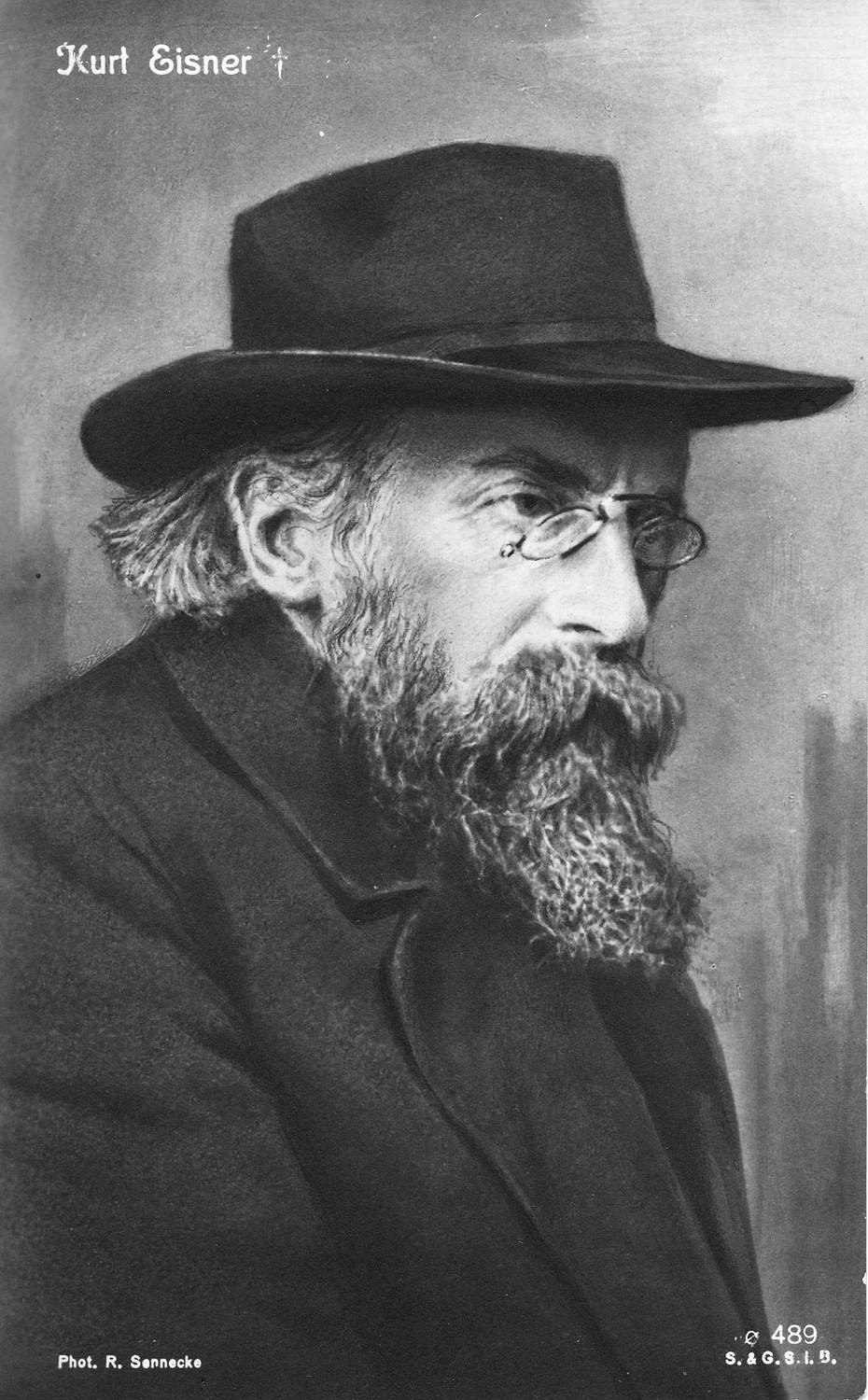
Kurt Eisner, Ministro-Presidente del Estado Popular Libre de Baviera.

El 12 de noviembre de 1918, el rey Luis III firmó la declaración de Anif liberando a los oficiales civiles y militares de sus juramentos. El nuevo gobierno de Eisner interpretó esto como una abdicación, aunque hasta la fecha, ningún miembro de la Casa Real de Wittelsbach ha renunciado formalmente al trono.
Aunque abogó por una república socialista, Eisner se distanció de los bolcheviques rusos, declarando que su gobierno protegería los derechos de propiedad. Durante unos días, el economista de mercado social de Múnich Lujo Brentano se desempeñó como Comisario del Pueblo para el Comercio (Volkskommissar für Handel). 
El 7 de enero de 1919, se promulgó una Constitución Estatal Provisional (Vorläufiges Staatsgrundgesetz). 
La nueva república comenzó con muchas huelgas contra ellos. Ninguno de los líderes eran nativos bávaros, y eran bohemios e intelectuales —la mayoría de ellos eran judíos— que destacaban por su prejuicio antiburgués. Los de la derecha llamaron a Eisner un "vagabundo extranjero, racialmente extranjero" y un bolchevique, y sus asociados como "sinvergüenzas alienígenas sin escrúpulos", "sinvergüenzas judíos" y "delincuentes del trabajo". Eisner no ayudó en nada al declarar que su régimen tendría "gobierno por bondad" y crearía un "reino de luz, belleza y razón". Hubo espectáculos frecuentes como desfiles, demostraciones, conciertos y discursos, pero el utopismo filosófico del régimen ganó a pocos conversos. Eisner incluso admitió la culpa alemana por la Primera Guerra Mundial en una conferencia socialista en Berna, Suiza, y, con su secretario Felix Fechenbach, publicó documentos de los archivos oficiales de Baviera que mostraban la complicidad alemana en el ultimátum austríaco a Serbia en julio de 1914, después del asesinato del archiduque Francisco Fernando. Incluso los ministros del gabinete estaban insatisfechos con el liderazgo de Eisner: uno de ellos le dijo "Eres un anarquista... No eres estadista, eres un tonto... Estamos siendo arruinados por la mala gestión". Una campaña organizada para la destitución de Eisner de su cargo no se hizo esperar.
Como el nuevo gobierno no pudo proporcionar servicios básicos, pronto perdió el apoyo del conservador campo bávaro, necesario para que cualquier gobierno se mantuviera unido en la provincia rural. El USPD de Eisner fue derrotado en las elecciones de enero de 1919, ocupando el sexto lugar, con solo el 3 por ciento de los votos, y solo obtuvo tres escaños en la legislatura provincial (el Landtag), mientras que el Partido Popular de Baviera, que, a pesar de su nombre, era conservador, consiguió 66 escaños. Eisner, aparentemente porque era reacio a renunciar al poder, retrasó la convocatoria del Landtag hasta que la presión pública de todos los sectores —incluida una amenaza de muerte de la Sociedad Thule si no renunciaba a su cargo— lo obligara a hacerlo. Finalmente, fijó la reunión de la legislatura el 21 de febrero de 1919, más de un mes después de las elecciones.
Mientras se dirigía al Landtag para anunciar su renuncia, Eisner fue asesinado a tiros por el nacionalista Anton Graf von Arco auf Valley, un excaballero aristocrático condecorado que ahora era un estudiante de la Universidad de Múnich, que sostenía que judíos, socialistas, capitalistas y otros elementos indeseables habían causado que Alemania perdiera la Primera Guerra Mundial. Como judío, socialista, bohemio y berlinés, Eisner era el blanco perfecto. Arco-Valley había sido humillado cuando una mafia izquierdista le arrancó el galpón de su sombrero después de la guerra, y luego sufrió una mayor humillación cuando fue rechazado como miembro de la Sociedad antisemita Thule debido a la ascendencia judía del lado de su madre.

## Después del asesinato
Después del tiroteo, Arco-Valley se salvó del linchamiento en el acto por la acción rápida del secretario de Eisner, Fechenbach. En cambio, fue arrestado y llevado a la prisión de Stadelheim donde, casualmente, lo pusieron en la misma celda en la que Eisner había cumplido condena anteriormente. A pesar del asesinato de Eisner, el Landtag  se convocó, y Erhard Auer —el líder de los socialdemócratas y el Ministro del Interior en el gobierno de Eisner— comenzó a elogiar a Eisner, pero los rumores ya habían comenzado a extenderse que Auer estaba detrás del asesinato. Actuando sobre estas falsas acusaciones, Alois Linder, carnicero y camarero de salón, y miembro del Consejo Revolucionario de los Trabajadores que era un ferviente defensor de Eisner, disparó a Auer dos veces con un rifle, hiriéndolo gravemente. Esto llevó a otros partidarios armados de Eisner a abrir fuego, provocando un combate cuerpo a cuerpo, matando a un delegado del Partido del Centro y provocando crisis nerviosas en al menos dos ministros. Desde este punto, efectivamente no había gobierno en Baviera.
Estos acontecimientos causaron disturbios y anarquía en Baviera, y los consejos de soldados y trabajadores, que distribuyeron armas y municiones, proclamaron una huelga general, provocando la declaración del estado de emergencia. El asesinato de Eisner creó un mártir para la causa izquierdista y provocó manifestaciones, el cierre de la Universidad de Múnich, el secuestro de aristócratas y el repique forzado de las campanas de las iglesias. "La venganza de Eisner" sonó a través de megáfonos en las calles. El apoyo a la izquierda fue mayor que nunca, incluso mayor del que el mismo Eisner había podido obtener.
Durante un mes, un Consejo Central (soviético) bajo Ernst Niekisch mantuvo el poder gubernamental. Luego, el 7 de marzo de 1919, el nuevo líder de los socialistas, Johannes Hoffmann, un antimilitarista y exmaestro de escuela, logró armar un gobierno de coalición parlamentaria, pero un mes después, en la noche del 6 al 7 de abril, los comunistas y los anarquistas, animados por la noticia de una revolución de izquierda en Hungría, declararon una República Soviética de Baviera (RSB), con Ernst Toller como jefe de Estado. Toller hizo un llamado al inexistente "Ejército Rojo de Baviera" para apoyar la nueva dictadura del proletariado y tratar sin piedad cualquier comportamiento contrarrevolucionario.
El gobierno de Hoffmann huyó a Bamberg en el norte de Baviera, que declaró como la nueva sede del gobierno —aunque la mayoría de los ministros renunciaron—. El 13 de abril el nuevo "Ejército Rojo" creado a partir de trabajadores de fábricas y miembros de los consejos de soldados y trabajadores, intentó sofocar las tropas leales al gobierno de Hoffmann que intentó organizar un contragolpe y derrocar la República Soviética de Baviera (RSB). Veinte personas murieron en los combates.
Los gobiernos rivales se enfrentaron militarmente en Dachau el 18 de abril cuando los 8.000 soldados de Hoffman se encontraron con los 30.000 de la República Soviética. Después de un golpe de estado de seis días en el régimen de Toller, la República Soviética ahora estaba liderada por tres emigrantes judíos rusos, incluido Eugen Leviné. Las fuerzas de la RSB —encabezadas precisamente por Ernst Toller— obtuvieron la victoria en la primera batalla en Dachau, pero Hoffman llegó a un acuerdo que le dio los servicios de 20.000 hombres de los Freikorps bajo el Teniente General Burghard von Oven. Oven y los Friekorps tomaron Dachau y rodearon Múnich, aterrorizando a Egilhofer, quien hizo ejecutar a los rehenes que mantenía, a pesar de los esfuerzos de Toller por evitarlo. Los Freikorps rompieron las defensas de Munich el 1 de mayo y, después de la ejecución de entre 1.000 y 1.200 comunistas y anarquistas, Oven declaró que la ciudad había sido asegurada el 6 de mayo, terminando la República Soviética de Baviera.
Los participantes activos en las unidades de Freikorps que suprimieron la República Soviética de Baviera incluyeron a muchos futuros miembros poderosos del Partido Nacionalsocialista, incluido Rudolf Hess.
La Constitución de Bamberg se promulgó el 14 de agosto de 1919, creando el Estado Libre de Baviera dentro de la nueva República de Weimar.

## Consecuencias
El efecto inmediato de la existencia del Estado Popular de Baviera y la República Soviética de Baviera fue inculcar en el pueblo bávaro un odio al gobierno de izquierda. Vieron el período en que estos dos estados existieron como privación y escasez, censura y restricciones a sus libertades, y caos y desorden general. Fue visto como Schreckenensherrschaft, la "regla del horror". Estos sentimientos debían ser constantemente reforzados por la propaganda nacionalista no solo en Baviera, sino en todo el Reich, donde la "Baviera Roja" se presentaba como una lección objetiva en los horrores del socialismo y el comunismo. De esta manera, el nacionalismo radical fue capaz de provocar y alimentar los temores de los campesinos y la clase media. Los hilos separados del extremismo de la derecha bávara encontraron un enemigo común al despreciar a la izquierda, y Baviera se volvió profundamente "reaccionaria, antirrepublicana, [y] contrarrevolucionaria".
La izquierda misma había sido neutralizada después de la desaparición de los dos estados socialistas, y de tal manera que siguió habiendo mala sangre entre el Partido Comunista (KPD) y el Partido Socialdemócrata (SPD) que les impidió trabajar juntos en toda Alemania. Esta falta de cooperación, con los comunistas viendo a los socialdemócratas como traidores de la revolución, y los socialdemócratas viendo a los comunistas como bajo el control de Moscú, más tarde se recuperó en beneficio del Partido nacionalsocialista, ya que solo una coalición parlamentaria de el KPD y el SPD podrían haber evitado que los nacionalsocialistas llegaran al poder. Incluso en el apogeo de su influencia en el Reichstag, no tenían suficientes delegados para resistir tal coalición.